# Benevolent and Protective Order of Elks
Benevolent and Protective Order of Elks (en català: Ordre Benevolent i Protectora dels Cérvols) és una fraternitat enfocada cap a l'acció social, i que va ser fundada en l'any 1868 als Estats Units. És una de les fraternitats americanes més importants, compta amb més d'un milió de membres.
La fraternitat està formada per homes i dones. El club va ser fundat en l'any 1868 amb el nom de Jolly Corks.Amb els anys, el club va estendre el seu camp d'accions a les obres socials i a la caritat. Els 15 membres de l'època van votar 8 contra 7 per triar un nou nom i un nou símbol, el cervus canadensis, en anglès: elk. Els primers membres eren majoritàriament artistes dels teatres de Nova York. La pertinença al club es va estendre als afroamericans a partir dels anys 70 i a les dones a partir dels anys 90.
Tanmateix, a començaments del segle xxi, el club no estava pas obert als ateus. Era necessari creure en Déu i ser major de 21 anys. Creada en l'any 1928, la Fundació Nacional Elks, és una fundació caritativa que pertany a la fraternitat. Té un pressupost de més de 400 milions de dòlars que fa servir per ajudar en obres de caritat arreu del país. La caserna general nacional coneguda com a Gran Lògia està situada a Lincoln Park a prop de Chicago a l'estat d'Illinois. En l'any 2006, més de 2,100 lògies locals estaven repartides per tot el país.